# Wolf-Bernd Frommer
Wolf B. Frommer (* 1958 in Bonn)  ist ein deutscher Biologe an der Heinrich-Heine-Universität Düsseldorf.

## Leben
Frommer wechselte nach seiner Promotion an der Universität zu Köln an die Freie Universität Berlin, wo er sich 1994 habilitierte. 1990 war er Gruppenleiter am Institut für Genbiologische Forschung GmbH in Berlin (heute Max-Planck-Institut für molekulare Pflanzenphysiologie in Golm, Potsdam), ab 1992 Assistant Professor. 1996 folgte er dem Ruf als  Professor für Pflanzenphysiologie an die Universität Tübingen, wo er 1997 zudem Direktor des Zentrums für Molekularbiologie der Pflanzen wurde. 2003 wechselte er an das Dep. Plant Biology der Carnegie Institution for Science. Hier war er bis Anfang 2016 auch Direktor der Carnegie Institution for Science. Gleichzeitig war er Professor am Department of Plant Biology der Stanford University. Im April 2017 trat er eine Humboldt-Professur an der Heinrich-Heine-Universität Düsseldorf an.
Frommer hat seinen Forschungsschwerpunkt auf der Thematik „Zuckertransport“. Er identifizierte  mit seiner Gruppe die ersten pflanzlichen Gene für Saccharose-, Aminosäure-, Ammonium- und Nukleobasentransporter und konnte zeigen, dass der Saccharosetransporter essenziell für den Langstreckentransport und die Verteilung von Assimilaten in der Pflanze ist. Er entdeckte allosterische Regulation von Transportern in Komplexen, analysierte systematisch die Interaktion von Transportern mit ihren Regulatoren und entwickelte Biosensoren für Zucker, Aminosäuren und Pflanzenhormone sowie eine Methode, die es erlaubt, die Aktivität von Proteinen in vivo zu studieren.
Er ist seit 2003 Fellow der American Association for the Advancement of Science. Im Jahr 2015 wurde er Mitglied der Leopoldina – Nationale Akademie der Wissenschaften, 2024 Mitglied der National Academy of Sciences.

## Auszeichnungen
Frommer wurde 1998 mit dem Gottfried Wilhelm Leibniz-Preis und 2001 mit dem Körber-Preis für die Europäische Wissenschaft ausgezeichnet. 2012 erhielt er den Laurence Bogorad Award for Excellence in Plant Biology,  2018 erhielt er den taiwanischen Tsungming-Tu-Preis.